# Spoorlijn Simrishamn - Tomelilla
De spoorlijn Simrishamn - Tomelilla is een Zweedse spoorlijn van de voormalige spoorwegmaatschappij Simrishamn - Tomelilla Järnväg (afgekort:  STJ ) gelegen in de provincie  Skåne.

## Geschiedenis
De Simrishamn - Tomelilla Järnväg (STJ) heeft het traject van Simrishamn naar Tomelilla aangelegd:
- het traject tussen van Simrishamn en Tomelilla werd in 1882 geopend

De Malmö - Tomelilla Järnväg (MöToJ kocht in 1896 de Simrishamn - Tomelilla Järnväg (STJ) en veranderde de naam in Malmö - Simrishamns Järnväg (MSJ).
Door deze fusie ontstond de Simrishamnsbanan die tussen de kuststeden Malmö en Simrishamn liep.

## Treindiensten

### SJ
Er waren rechtstreekse treinen van Malmö naar Simrishamn die onder de naam Bornholmsexpressen aansluiting gaven aan de veerboot naar Bornholm.
De Statens Järnvägar verzorgde tot 17 juni 2007 het personenvervoer op dit traject met traject met Pendeltåg stoptreinen. De treindienst werd uitgevoerd met treinstellen van het type X 11.
- 107: Malmö C - Ystad - Simrishamn

### Arriva
De Arriva verzorgt tussen 17 juni 2007 en 15 juni 2016 in opdracht van Skånetrafiken het personenvervoer op dit traject met Pendeltåg stoptreinen. De treindienst werd uitgevoerd met treinstellen van het type X 11. Vanaf 2009 worden deze treinstellen vervangen door treinstellen van het type Coradia Nordic X 61.
- 107: Malmö C - Ystad - Simrishamn

## Aansluitingen
In de volgende plaatsen was of is er een aansluiting van de volgende spoorwegmaatschappijen:

### Simrishamn
- Malmö - Simmrischamn Järnväg (MSJ) spoorlijn tussen Malmö en Simmrischamn

### Gärsnäs
- Malmö - Simmrischamn Järnväg (MSJ) spoorlijn tussen Malmö en Simmrischamn
- Ystad - Gärsnäs - St Olofs Järnväg (YGStOJ) spoorlijn tussen Ystad en Gärsnäs naar St Olof
- Skånska järnvägar museumspoorlijn tussen Gärsnäs en St Olof naar Brösarp

### Tomelilla
- Malmö - Tomelilla Järnväg (MöToJ) spoorlijn tussen Malmö en Tomelilla
  - Malmö - Simmrischamn Järnväg (MSJ) spoorlijn tussen Malmö en Simmrischamn
- Ystad - Eslövs Järnväg (YEJ) spoorlijn tussen Ystad en Eslöv
- Ystad - Brösarps Järnväg (YBJ) spoorlijn tussen Ystad en Brösarp

## Genationaliseerd
De MSJ werd in 1943 door de staat genationaliseerd en de bedrijfsvoering over gedragen aan de SJ.

## Elektrische tractie
Het traject van Tomelilla naar Simrishamn werd op 8 juni 1996 geëlektrificeerd met een spanning van 15.000 volt 16 2/3 Hz wisselstroom.